# Bosconero
Bosconero là một đô thị ở tỉnh Torino trong vùng Piedmont, có vị trí cách khoảng 25 km về phía bắc của Torino, nước Ý. Tại thời điểm ngày 31 tháng 12 năm 2004, đô thị này có dân số 2.998 người và diện tích là 11,1 km².
Đô thị Bosconero có các frazioni (các đơn vị trực thuộc, chủ yếu là các làng) Mastri.
Bosconero giáp các đô thị: Rivarolo Canavese, San Giusto Canavese, Feletto, Foglizzo, San Benigno Canavese, và Lombardore.